# Палаванска брадата свиня
Палаванска брадата свиня (Sus ahoenobarbus) е вид бозайник от семейство Свиневи (Suidae). Видът е световно застрашен, със статут Уязвим.

## Разпространение и местообитание
Разпространен е на Филипините.